# Веслање на Летњим олимпијским играма 1908.
Веслање на Летњим олимпијским играма у 1908. у Лондону укључивало је такмичење у 4 дисциплине, једна мање не на прошлим Играма 1904. и то само у мушкој конкуренцији. Избачена је дисциплина дубл скул. 
Такмичења су се одржавала, по правилаима која користи Аматерески веслачки савез Енглеске, односно по систему елиминација тзв. match race са два чамца у трци, где су победници ишли даље. Трка за треће место није вожена, тако да су поражени у полуфиналу делили треће место. Веслало се на чувеној стази у Хенлију на Темзи, око 60 mi (97 km) западно од центра града у Лондону. Стаза је била дугачка 1,5-миљу (2,414 м).
Такмичења су одржана од 28. до 31. јула 1908. Учествовао је 81. веслач из 8 земаља, међу којима су били и веслачи Мађарске и Норвешке који су се такмичили први пут. 

## Земље учеснице
| - Белгија (10) - Канада (13) - Немачко царство (3) - Уједињено Краљевство (30) |  | - Мађарска (11} - Италија (1} - Холандија (4) - Норвешка (9) |

## Освајачи медаља
| Дисциплина                    | | Резултат | | Резултат  | | Резултат            |
| Скиф детаљи                   | Хари Блекстаф Уједињено Краљевство | 9:26     | Александер Мекалох Уједињено Краљевство                                                                                                  | непознато | Бернхард фон Газа Немачко царство Карољ Левицки Мађарска | непознато непознато |
| Двојац без кормилара детаљи   | Џон Фенинг Гордон Томсон Уједињено Краљевство | 9:41     | Џорџ Ферберн Филип Вердон Уједињено Краљевство                                                                                           | непознато | Фредерик Томс Норвеј Џекс Канада Мартин Штанке Вили Дисков Немачко царство | непознато непознато |
| Четверац без кормилара детаљи | Колијер Кадмор Џејмс Ангус Гилан Данкан Макинон Џон Сомерс-Смит Уједињено Краљевство                                                                                | 8:34     | Филип Филул Харолд Баркер Џон Фенинг Гордон Томсон Уједињено Краљевство                                                                  | непознато | Гордон Белфор Бичер Гејл Чарлс Риди Џефри Тејлор Канада Херманус Хефте Албертус Вилесма Јохан Бурк Бернардус Крон Холандија | непознато непознато |
| Осмерац детаљи                | Алберт Гладстон Фредерик Кели Банер Џонстон Guy Nickalls Чарлс Барнел Роналд Сандерсон Рејмонд Етерингтон-Смит Хенри Бакнал Гилкрајст Маклаган Уједињено Краљевство | 7:50,0   | Оскар Телман Марсел Маримон Реми Орбан Жорж Мајс Франсоа Фергухт Полидор Фејрман Оскар де Сомвил Родолф Пома Алфред ван Ландегем Белгија | непознато | Ирвин Робетрсон Џозеф Рајт Џулијус Томсон Валтер Луис Гордон Белфор Бичер Гејл Чарлс Риди Џефри Тејлор Даглас Кетланд Канада Франк Џервуд Ерик Пауел Освалд Карвер Едвард Вилијамс Хенри Голдсмит Харолд Кичинг Џон Барн Даглас Стјуарт Ричард Бојл Уједињено Краљевство | непознато непознато |

|   | Земља                |   |   |   |    |
| - | -------------------- | - | - | - | -- |
| 1 | Уједињено Краљевство | 4 | 3 | 1 | 8  |
| 2 | Белгија              | 0 | 1 | 0 | 1  |
| 3 | Канада               | 0 | 0 | 3 | 3  |
| 4 | Немачко царство      | 0 | 0 | 2 | 2  |
| 5 | Мађарска             | 0 | 0 | 1 | 1  |
| 5 | Холандија            | 0 | 0 | 1 | 1  |
|   | Укупно {6}           | 4 | 4 | 8 | 16 |